# Sappho sparganurus
Sappho sparganurus е вид птица от семейство Колиброви (Trochilidae), единствен представител на род Sappho.

## Разпространение
Видът е разпространен в Аржентина и Боливия.